# بروميد الباريوم
 بروميد الباريوم  مركب كيميائي له الصيغة BaBr2 ، ويكون على شكل بلورات بيضاء .

## الخواص
- انحلالية مركب بروميد الباريوم جيدة في الماء.
- بإضافة حمض الكبريتيك إلى بروميد الباريوم نحصل على راسب أبيض من كبريتات الباريوم

BaBr2 + H2SO4 → BaSO4↓ + 2HBr

## التحضير
يحضر مركب بروميد الباريوم من تفاعل كربونات الباريوم أو كبريتيد الباريوم مع حمض هيدروبروميك (حمض بروم الهيدروجين) حسب المعادلات:
BaS + HBr → BaBr2 + H2S
BaCO3 + HBr → BaBr2 + CO2 + H2O
نحصل على بلورات بروميد الباريوم ثنائي الهيدرات من المحلول. أما الشكل الخالي من الماء فيحصل عليه من تسخين ثنائي الهيدرات فوق 120°س. 

## الاستخدامات
- يستخدم من أجل تحضير مركبات البروميد الأخرى، خاصة أن أغلب مركبات الباريوم مترسبة.

## السلامة
مركبات الباريوم سامة يجب الحذر عند التعامل بها.